# Woirel
Woirel település Franciaországban, Somme megyében. Lakosainak száma 47 fő (2022. január 1.). Woirel Citerne, Fontaine-le-Sec, Forceville-en-Vimeu és Wiry-au-Mont községekkel határos.

## Népesség
A település népessége az elmúlt években az alábbi módon változott:
| Lakosok száma | 46   | 53   | 57   | 60   | 63   | 67   | 60   | 54   | 47   |
|               | 2013 | 2015 | 2016 | 2017 | 2018 | 2019 | 2020 | 2021 | 2022 |